# ISO 3166-2:SY
ISO 3166-2:SY è uno standard ISO che definisce i codici geografici delle suddivisioni della Siria; è un sottogruppo dello standard ISO 3166-2.
I codici, assegnati alle 14 governatorati del paese, sono formati da SY- (sigla ISO 3166-1 alpha-2 dello Stato), seguito da due lettere.

## Codici
| Codice | Governatorato  |
| ------ | -------------- |
| SY-HA  | al-Hasaka      |
| SY-RA  | al-Raqqa       |
| SY-HL  | Aleppo         |
| SY-SU  | As-Suwayda     |
| SY-DR  | Dar'a          |
| SY-DI  | Damasco        |
| SY-DY  | Deir el-Zor    |
| SY-HM  | Hama           |
| SY-HI  | Homs           |
| SY-ID  | Idlib          |
| SY-LA  | Laodicea       |
| SY-QU  | Quneitra       |
| SY-RD  | Rif di Damasco |
| SY-TA  | Tartus         |